# Clinofilia
La clinofilia (del griego κλίνη kline ‘lecho’ y φιλία filía ‘afición por’) es un término utilizado en medicina (especialmente en psiquiatría y psicología) para designar la tendencia de un paciente a permanecer en la cama durante muchas horas del día sin que exista una enfermedad orgánica que lo justifique. Puede implicar hipersomnia, pero no necesariamente.